# Río Sancarrón
El río Sancarrón, es un curso natural de agua que nace cerca del paso del mismo nombre en la frontera internacional de la Región de Coquimbo fluye hacia el poniente y desemboca en el río Apolinario o Socarrón.

## Trayecto
El río Sancarrón nace en la cordillera de los Andes cerca del paso fronterizo Homónimo, con dirección oeste y desemboca en el río Apolinario o Socarrón.

## Caudal y régimen
El río Sancarrón drena las laderas del extremo sur y norte de la cordillera de los Andes con lo que aporta cerca del 40% del caudal de su río principal, Apolinario.: 231 
La Dirección General de Aguas divide la cuenca en tres partes:: 49–50 
1. La subcuenca del Carmen, que desde su nacimiento en la cordillera de los Andes hasta su junta con el río del Tránsito presenta un régimen nival, con crecidas en diciembre en años húmedos, producto de los deshielos, mientras que en años secos se observan caudales muy bajos a lo largo de todo el año. El período de estiaje ocurre en el trimestre mayo-julio.
2. La subcuenca del Tránsito, que drena el río el Tránsito y el Conay, tiene un régimen nival, con crecidas entre noviembre y enero, en años húmedos, mientras que en años secos se observan caudales muy bajos a lo largo del año. El período de estiaje ocurre en el trimestre julio-septiembre.
3. La subcuenca del Huasco, que desde su nacimiento en la confluencia de los ríos El Tránsito y El Carmen, posse un régimen nival, con crecidas en diciembre y enero en años húmedos, producto de los deshielos. En años secos se observan caudales muy bajos durante todo el año, especialmente entre noviembre y abril, debido a la poca acumulación nival que se produce en este tipo de años. El período de estiaje ocurre en el trimestre agosto-octubre.

Hans Niemeyer, sin embargo, no es tan enfático. Al señalar que su régimen es nival, advierte que muchos años el régimen, o su caudal, tiene 2 puntas, una durante el periodo de lluvias y una durante el periodo de deshielo.: 232 

## Historia
Luis Risopatrón lo describe en su Diccionario jeográfico de Chile (1924) sobre el río:: 694 
Sancarron (Rio del). Nace en el paso del mismo nombre, baña estensas vegas, corre hácia el W i se junta con el de Apolinario, del de El Carmen. 67, p. 312; 134; i 156; i arroyo en, 118, p. 99 i 170.